# Паструга
Паструга (лат. Acipenser stellatus) јесте зракоперка из породице Acipenseridae.

## Угроженост
Ова врста се сматра угроженом.

## Распрострањење
Ареал врсте Acipenser stellatus обухвата већи број држава. 
Врста је присутна у Русији, Србији, Мађарској, Румунији, Украјини, Турској, Казахстану, Ирану, Бугарској, Словачкој, Чешкој, Молдавији, Азербејџану, Грузији и Туркменистану. Присуство у Италији и Грчкој је непотврђено.

## Станиште
Станиште врсте су слатководна подручја и мора. 
Врста Acipenser stellatus је присутна на подручју Каспијског језера и Црног мора.